# Николай Докторов
Николай Димитров Докторов е български кавалджия и музикален педагог от Добруджанската фолклорна област.

## Биография
Николай Докторов е роден на 2 юли 1959 г. в град Варна. През 1979 г. завършва Музикалното училище в гр. Котел, а през 1984 г. – Академията за музикално, танцово и изобразително изкуство в Пловдив. По време на следването си работи във Фолклорен ансамбъл ”Тракия”. От това време са и първите му записи в Радио „Пловдив“ и Радио „София“. Заедно с колегите си от ансамбъла той осъществява редица снимки и записи за Националната телевизия, концерти и пътувания в страната и чужбина. Работи с именити кавалджии като Никола Ганчев, Стоян Величков, Пенко Георгиев, Иван Антонов, Щилиян Тихов, Георги Георгиев, Иван Богоев, Георги Иванов, Данчо Радулов, Николай Георгиев, Кръстю Димов. След завършване на Музикалната академия в град Пловдив Николай Докторов започва работа в ансамбъл към Дома на културата на Кооперативен съюз във Варна, а от 1994 година е преподавател по кавал във фолклорните паралелки на Основно училище „Антон Страшимиров“ в града. Ръководител е на Представителен оркестър и кавалджийска група при училището, както и на кавалджийска група „Варна“, детско-юношески народен оркестър „Орфеони“, Фолклорна формация „Пендари“, народен оркестър „Спектър“ при Дом на културата на слепите – гр. Варна, Младежка формация „Слънчев лъч“ – гр. Варна, концерти с оркестър „Кабиле“. Заедно с различни колеги музиканти, артисти и преподаватели работи по интересни музикални проекти. Една от основните му дейности е да представя и популяризира инструмента кавал на семинари и концерти в Естония, Турция, Германия, Швейцария, Аржентина и САЩ. Има издадени два диска с Фолклорна формация „Пендари“, един диск с оркестър „Спектър“, самостоятелен диск „Далеч от града“, диск с изпълнения на децата от фолклорните паралелки при ОУ „Антон Страшимиров“, диск с младите фолклорни таланти на Варна, диск с оркестър „Кабиле“, както и отделни изпълнения в сборни албуми.

## Награди и отличия
Удостояван е с много награди за приноса си към развитието на българския фолклор:
- Награда на кмета на Варна за високо професионално майсторство, отлични резултати в музикалната педагогика и работата с деца и цялостна творческа дейност – XXI национален фолклорен конкурс „Диньо Маринов“ гр. Варна, 2015 г.
- Почетно отличие от Министерството на образованието и науката – „Неофит Рилски“, 2011 г.
- Награда „Варна“ – Учител на годината 2010 г., за принос и музикално – творчески постижения в областта на фолклора.
- Първа награда за извънкласни дейности на III конкурс за педагози – София, работещи в извънкласни и извънучилищни дейности.
- Диплом за принос в развитието на фолклорното изкуство за високо професионално майсторство и отлични резултати в музикалната педагогика и работата с деца – XI международен детско юношески театрален фестивал „Приказка за теб“ гр. Варна.
- Диплом за високи педагогически постижения от X международен младежки фестивал – конкурс „Фолклор без граници“ Добрич – Албена, 2010 г.
- Диплом – специална награда за най-добър музикален педагог от XI –ти национален детски фолклорен конкурс „Диньо Маринов“ гр. Варна, 2010 г.
- С произведението „Калимановски мелодии“, по музика на Стоян Величков, Николай Докторов побеждава в класациянта „Надпяване“ на програма „Христо Ботев“ на БНР за месец юли 2016 г., като преди това се представя в концерта „Музика в портерети“ заедно с Оркестъра за народна музика на БНР през месец февруари 2016 г. Слушателите на Българското национално радио и фолклорни любители определят за свой фаворит изпълнението на Докторов и го сравняват с това на Стоян Величков.